# Bonaventura Bellemo
Bonaventura Bellemo, OFM (falecido em 1602) foi um prelado católico romano que serviu como bispo de Andros (1587–1602).

## Biografia
Bonaventura Bellemo foi ordenado sacerdote na Ordem dos Frades Menores. No dia 22 de junho de 1587, foi nomeado bispo de Andros durante o papado de Sisto V. A 12 de julho de 1587, foi consagrado bispo por Giulio Antonio Santorio, cardeal-sacerdote de San Bartolomeo all'Isola, com Ladislao d'Aquino, bispo de Venafro, e Leonard Abel, bispo titular de Sidon, servindo como co-consagradores. Serviu como bispo de Andros até à sua morte em 1602.